# Rhynchospora fallax
Rhynchospora fallax är en halvgräsart som beskrevs av Hendrik Uittien. Rhynchospora fallax ingår i släktet småag, och familjen halvgräs. Inga underarter finns listade i Catalogue of Life.